# سلم رخو

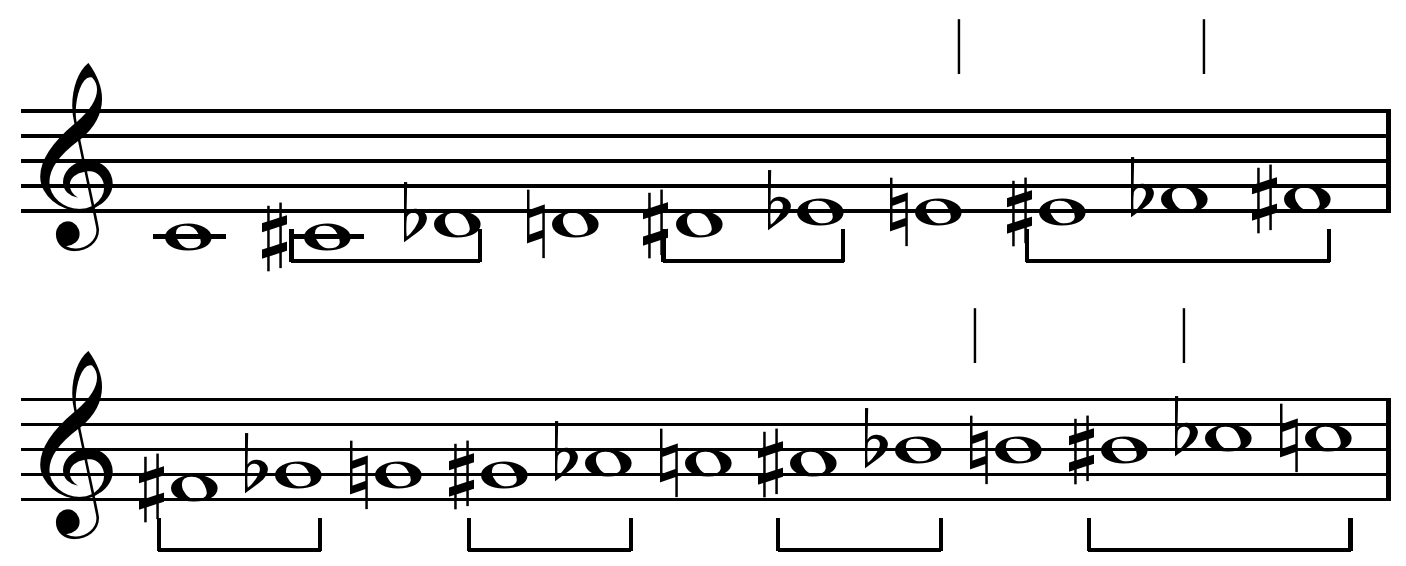
السلم الرخو على C.

السلم الرخو في نظرية الموسيقى تقدم تدريجي وهمي بمقدار ربع نغمة، أو أي سلم موسيقي يتقدم بمقدار ربع نغمة. يستخدم السلم الرخو قوالب (أقسام) غير موجودة في معظم لوحات المفاتيح نظرًا لأن لوحات المفاتيح القياسية الحديثة تحتوي على قوالب نصف نغمة فقط.